# Markus Schwaiger
Markus Carl Schwaiger (* 4. März 1950 in München) ist ein deutscher Nuklearmediziner und Hochschullehrer. Seit Januar 2023 ist er Präsident der Bayerischen Akademie der Wissenschaften. 

## Leben
Markus Schwaiger studierte von 1969 bis 1972 Medizin an der Freien Universität Berlin, dann ein Jahr an der Albert-Ludwigs-Universität Freiburg und anschließend wieder in Berlin, bis er 1975 sein Medizinisches Staatsexamen ablegte. Danach war er in der Abteilung für Innere Medizin des Klinikums rechts der Isar, dem Hospital Andino im peruanischen Coina und dem Deutschen Herzzentrum tätig. 1978 wurde er wissenschaftlicher Assistent für Physiologie und Kardiologie am College of Medicine der Universität Cincinnati und im Folgejahr Assistenzarzt am Deutschen Herzzentrum.
Ab 1981 absolvierte Schwaiger eine Facharztausbildung an der UCLA in Los Angeles, wo er zunächst Assistenzarzt in der Nuklearmedizin und in der Kardiologie war, bis er Oberarzt wurde. 1987 wechselte er als Dozent für Nuklearmedizin an die Universität Michigan in Ann Arbor. Ab 1987 war er dort Direktor der kardiovaskulären Nuklearmedizin. 1991 wurde er Professor der Medizin. Im selben Jahr wurde er Ehrenmitglied der Alpha Omega Alpha Honor Medical Society der Universität Michigan Chapter.
1993 erhielt Schwaiger einen Ruf auf den Lehrstuhl für Nuklearmedizin an der Technischen Universität München (TUM), den er bis 31. Dezember 2017 innehatte. Er war in dieser Funktion Direktor der Nuklearmedizinischen Klinik am Klinikum rechts der Isar. 1999 wurde er Studiendekan, 2002 Prodekan und 2002 Dekan der Fakultät für Medizin an der TUM. Von 1998 bis 2002 war er außerdem Wissenschaftlicher Direktor des Instituts für Radiologie am Deutschen Herzzentrum in München. Von 2017 bis 2021 war er Ärztlicher Direktor des Gesamtklinikums, zwischen 1. Januar 2018 und 30. Juni 2021 hauptberuflich.
Markus Schwaiger ist Autor von über 600 Originalpublikationen und mehr als 100 Buchbeiträgen.

## Forschung
Markus Schwaigers Forschungsschwerpunkte sind bildgebende Verfahren in der Kardiologie und Onkologie sowie die methodische Entwicklung von szintigraphischen Techniken. Seine neueren Forschungen beschäftigen sich unter anderem mit der Anwendung der Bildgebung zur Untersuchung des Stoffwechsels, der Durchblutung und der Innervation.
Die Bayerische Akademie der Wissenschaften bezeichnete Schwaigers Arbeiten zur Anwendung der Positronen-Emissions-Tomographie (PET) als bahnbrechend. Er habe wesentlich dazu beigetragen, dass die PET zum internationalen Standardverfahren geworden ist.

## Publikationen (Auswahl)
- Cardiac positron emission tomography. Kluwer Academic, Boston 1996, ISBN 978-0-7923-3417-0.
- mit W. Semmler: Impact of molecular biology and new technical developments on diagnostic imaging. Springer, Berlin 1997, ISBN 978-3-540-63111-8.
- mit W. Semmler: Molecular imaging. Springer-Verlag, Berlin 2008, ISBN 978-3-540-72717-0.
- mit W. Semmler, S. AimeM: Molecular imaging. / II. Springer-Verlag, Berlin 2008, ISBN 978-3-540-77496-9.

## Auszeichnungen (Auswahl)
- 2000 MacKenzie-Davidson Lecture, British Institute of Radiology
- 2002 Henry N. Wagner Jr. Lectureship, Society of Nuclear Medicine, Los Angeles
- 2004 Mitglied der Deutschen Akademie der Naturforscher Leopoldina[3]
- 2005–2010 Bristol-Myers Squibb Freedom to Discover Cardiovascular Grant[4]
- 2005 von-Hevesy-Medaille von der Ungarischen Gesellschaft für Nuklearmedizin
- 2005 Mitglied der Bayerischen Akademie der Wissenschaften[5]
- 2006 Hermann Blumgart Award der Society of Nuclear Medicine
- 2007 Ehrendoktortitel der Medizinischen Universität Warna (Dr. med. h. c.)
- 2009 Bundesverdienstkreuz am Bande[6]
- 2010 Bayerischer Maximiliansorden für Wissenschaft und Kunst[7]
- 2011 Paul C. Aebersold Award, Society of Nuclear Medicine
- 2019 Heinz-Maier-Leibnitz-Medaille der Technischen Universität München
- 2022 George Charles de Hevesy Nuclear Pioneer Award der Society of Nuclear Medicine and Molecular Imaging